# Mociulînți, Volociîsk
Mociulînți (în ucraineană Мочулинці) este un sat în comuna Pavlîkivți din raionul Volociîsk, regiunea Hmelnîțkîi, Ucraina.

## Demografie
Componența lingvistică a localității Mociulînți
     Ucraineană (100%)
Conform recensământului din 2001, toată populația localității Mociulînți era vorbitoare de ucraineană (100%).